# Karl Dall
Karl Dall (Emden, 1º febbraio 1941 – Lüneburg, 23 novembre 2020) è stato un attore, showman e cantante tedesco.
Fu per molto tempo uno dei più popolari volti televisivi in Germania, anche a causa della sua vistosa ptosi all'occhio destro.

## Biografia
Karl Dall mosse artisticamente i primi passi all'inizio degli anni 60, in piccole parti al cinema. Nel 1967 si fece conoscere anche in tv, allorché fondò insieme a Ingo Insterburg, Jürgen Barz e Peter Ehlebracht il gruppo comico Insterburg & Co., scioltosi poi nel 1970 nonostante l'apprezzamento generale. Karl Dall iniziò quindi a incidere singoli e riprese a pieno ritmo l'attività cinematografica, senza abbandonare il piccolo schermo: animò infatti vari show per le tv tedesche tra cui Musikladen e soprattutto Verstehen Sie Spaß?, uno dei più seguiti varietà degli anni 80, dove per diverse stagioni egli si produsse con successo in numeri musicali, gag e sketch, proposti poi anche in programmi radiofonici (in particolare lavorò a lungo per Radio Luxembourg). Karl Dall fu tra i primi presentatori del canale televisivo RTLplus, conducendo l'irriverente talk show Dall-As, andato in onda dal 19 gennaio 1985 sino alla fine del 1991. Nel 1992 moderò un programma simile sul canale concorrente Sat.1, intitolato Jux und Dallerei. Presentò poi per due stagioni televisive il gioco a premi Koffer Hoffer sul canale Tele 5.
Al cinema divenne famoso soprattutto per aver affiancato Nena e Markus in Gib Gas – Ich will Spass, dove interpretò cinque personaggi diversi.
Come cantante fu attivo dal 1970; la sua carriera musicale si sviluppò su tantissimi singoli (alcuni dei quali rimasti a lungo nella classifica tedesca relativa) ma nessun album. Tipico esponente del genere Blödelschlager, non convinse mai i critici, secondo i quali egli di fatto parlava anziché cantare. I testi delle sue canzoni erano perlopiù di tipo demenziale, ma non mancavano le frecciate al mondo dello spettacolo, in particolare Dall prese di mira certi colleghi, da lui ritenuti pomposi.
Nel 2006 pubblicò un'autobiografia, intitolata Auge zu und durch.
È scomparso nel novembre 2020 all'età di 79 anni a seguito di un ictus.

## Vita privata
Visse per molti anni ad Amburgo con la moglie Barbara, sposata nel 1971. Dal matrimonio nacque una figlia, Janina, stuntwoman attiva in Canada.

## Libri
- Schau mir in das Auge, Kleines: der verrückte Ratgeber für alle Lebenslagen, Verlag Tomus, München 1991, ISBN 3-8231-0813-1.
- Auge zu und durch, Verlag Hoffmann und Campe, Hamburg 2006, ISBN 3-455-50000-5.